# The Weathermakers
The Weathermakers jsou brněnská bluesrocková kapela sdružující se kolem básníka, textaře a hráče na foukací harmoniku Jakuba Jiaxise Svobody.

## Historie
Kapela byla založena v roce 2011 v Brně kytaristou Janem Ficem a hráčem na foukací harmoniku Jakubem Svobodou. V prvních letech po své založení v roce 2011 se soustředila na klasický bluesový repertoár s cover verzemi amerických bluesových umělců jako je Muddy Waters a Sonny Boy Williamson II. V tomto duchu se nese i debut vydaný 1. února 2012 Old Folks at Home, který obsahuje 9 cover písní. Nahrávání prohýbalo v improvizovaných podmínkách staré fabriky a doma v kuchyni. Na nahrávání těchto písní byl přizván bubeník a perkusista Peter Tuleja, a také kytarista Tomáš Juránek, který však kapelu opustil v úvodu roku 2014. Jako host zde basovou linku nahrál Štěpán Axman. Ve stejné době jako Tomáš Juránek opouští kapelu také Michal Svoboda, který v roce 2013 epizodně působil v kapele jako zpěvák. V roce 2014 se ke kapele připojuje hráč na basovou kytaru Roman Olšanský, s nímž The Weathermakers formují pro kapelu typický, syrový zvuk, postavený na základech mississippského i chicagského blues. Hudební redaktor Ondřej Bezr o The Weathermakers prohlásil: „Zaujali svojí až pouliční syrovostí, neučesaností. Připadá mi, že si nehrají na bluesmany (jak to často u evropských bluesmanů vídáme), ale že jimi opravdu jsou.“ V témže roce 17. října kvartet „weathermakerů“ představuje nahrávku All the Suns We Ever Saw. Album bylo nahráno živě 24. června během koncertu v brněnském klubu Stará Pekárna a obsahuje deset čistě autorských písní v angličtině. Další výraznější počin přichází v únoru 2017, kdy je vydáno EP Dnes! nahrané v brněnském studiu Tomáše Vtípila. Obsahuje čtyři autorské písně v češtině se současným příběhem čtyř brňáků, vyprávěné „hudebním jazykem starým víc než půl století“.. Dnes! nebylo vydáno fyzicky, ale jen v digitální podobě, v den křtu 24. únoru 2017, jež se konal v divadelním studiu Paradox v Brně. Kmotrem alba se stal zpěvák kapely Čankišou Karel Heřman. Rok 2017 je též poznamenaný odchodem Romana Olšanského, kterého nahrazuje na basovou kytaru Luboš Pecina. Ten s kapelou koncertuje dva roky a v létě 2019 ho střídá Jiří Prajzner.     
Až do konce roku 2019 kapelu vedl zpěvák a kytarista Jan Fic, který společně s Jakubem Jiaxisem Svobodou tvořil většinu anglických a českých textů písní. Po odchodu Jana Fice na sólovou dráhu na konci roku 2019 se těžiště textů přesouvá k českým básním Jakuba Jiaxise Svobody, příležitostně dalším textům ostatních členů kapely. Jana Fice na pozici zpěváka a kytaristy nahradil od začátku roku 2020 Pavel Ostrý. Ten přináší do kapely alternativní přístupy k bluesové formě a zejména „rockovější pojetí“. V pandemickém období se kapela pod jeho vlivem věnuje přípravě nových písní. Po necelých dvou letech na jaře 2021 kapelu opouští Jiří Prajzner, kterého na postu baskytaristy střídá Petr Ostrý. S ním pak v prosinci kapela nahrává v brněnském koncertním studiu rádia Proglas nové album, na kterém spolupracují se zvukařem Pavlem Kunčarem. Eponymní album je zejména výsledkem tvůrčí spolupráce dvojce Pavel Ostrý a Jakub Jiaxis Svoboda, kterou doplňuje s osobitým bubenickým groovem Peter Tuleja. Ten však na začátku roku 2022 kapelu po deseti letech opouští. Na jeho pozici bubeníka přechází dosavadní basák Petr Ostrý, a na pozici baskytaristy přichází Vít Sobotka. Album The Weathermakers je zároveň první plnohodnotné studiové album „weathermakerů“, které vyšlo 21. dubna 2022 a pokřtěno bylo 6. května v klubu Music Lab v Brně. Křest alba přišel svým vystoupením podpořit i bývalý frontman Jan Fic a překvapením koncertu se stalo krátké vystoupení formace weathermakerů z let 2017–2019. Patronem alba se stal mistr zvuku Pavel Kunčar.

## Diskografie
- 2012 Old Folks at Home (cover album)
- 2014 All the Suns We Ever Saw (koncertní album)
- 2017 Dnes! (EP)
- 2022 The Weathermakers (studiové album)

## Videografie
- 2015 Motorkářská (videoklip)
- 2017 Dvě svatby a jeden rozvod (videoklip)

## Členové skupiny

### Současní členové
- Pavel Ostrý – zpěv, elektrická kytara, cigar box guitar (2020–dosud)
- Jakub Jiaxis Svoboda – foukací harmonika, vokální projev (2012–dosud)
- Petr Ostrý – bicí, perkuse (2022–dosud); basová kytara (2021–2022)
- Vít Sobotka – basová kytara (2022–dosud)

### Dřívější členové
- Peter Tuleja – bicí, perkuse (2011–2021)
- Jiří Prajzner – basová kytara (2019–2021)
- Jan Fic – zpěv, elektrická kytara, cigar box guitar (2012–2019)
- Luboš Pecina – basová kytara (2017–2019)
- Roman Olšanský – basová kytara (2014–2017)
- Tomáš Juránek – kytara (2012–2014)
- Michal Svoboda – zpěv (2013–2014)